# اندماج الديوتيريوم والتريتيوم

تفاعل اندماج الديوتيريوم والتريتيوم.

اندماج الديوتيريوم والتريتيوم (يُختصر أحيانًا D+T) هو نوع من الاندماج النووي حيث تندمج نواة واحدة من الديوتيريوم مع نواة واحدة من التريتيوم، مما يعطي نواة هيليوم واحدة ونيوترون واحد حر و17.6 إلكترون فولت من الطاقة. إنه أكثر أنواع الاندماج كفاءة لأجهزة الإندماج.
التريتيوم، أحد المواد المتفاعلة المطلوبة لهذا النوع من الاندماج، وهو مشع. في مفاعلات الاندماج، توضع "بطانية تكاثر" مصنوعة من الليثيوم على جدران المفاعل، حيث ينتج الليثيوم التريتيوم عند تعريضه للنيوترونات النشطة.